# Brochiloricaria macrodon
Brochiloricaria macrodon (Брохілорікарія великозуба) — вид риб з роду Brochiloricaria родини Лорікарієві ряду сомоподібні.

## Опис
Загальна довжина сягає 26,8 см. Голова велика порівняно з тулубом. Очі невеличкі, трохи опуклі. З нижньої щелепи тягнуться 2 довгих вуса. Рот доволі широкий. Зуби однакового розміру на обох щелепах, є дуже довгими. Тулуб сплощений з боків, хвостове стебло тонке. Спинний плавець високий, помірно широкий, з короткою основою. Жировий плавець крихітний. Грудні плавці потужні, широкі. Хвостовий плавець має виїмку, верхня пелюстка цього плавця сильно подовжена.
Забарвлення темно-кремове. По тілу проходять 3—4 великі та широкі скошені смуги.

## Спосіб життя
Є демерсальною рибою. Воліє до прохолодної, м'якої та кислої води. Зустрічається у річках з середньою течією та піщаним ґрунтом. Вдень закопується до піску. Активна переважно у присмерку. Живиться дрібними водними безхребетними, інколи детритом.

## Розповсюдження
Є ендеміком Бразилії. Мешкає у басейні річки Парагвай.